# ژان-پیر کامو
ژان-پیر کامو (به فرانسوی: Jean-Pierre Camus) زاده ۱۵ نوامبر ۱۵۸۴ در پاریس، رمان‌نویس قرن شانزدهم میلادی اهل فرانسه است. وی در ۲۵ آوریل ۱۶۵۲ در پاریس درگذشت.